# Nemėžis

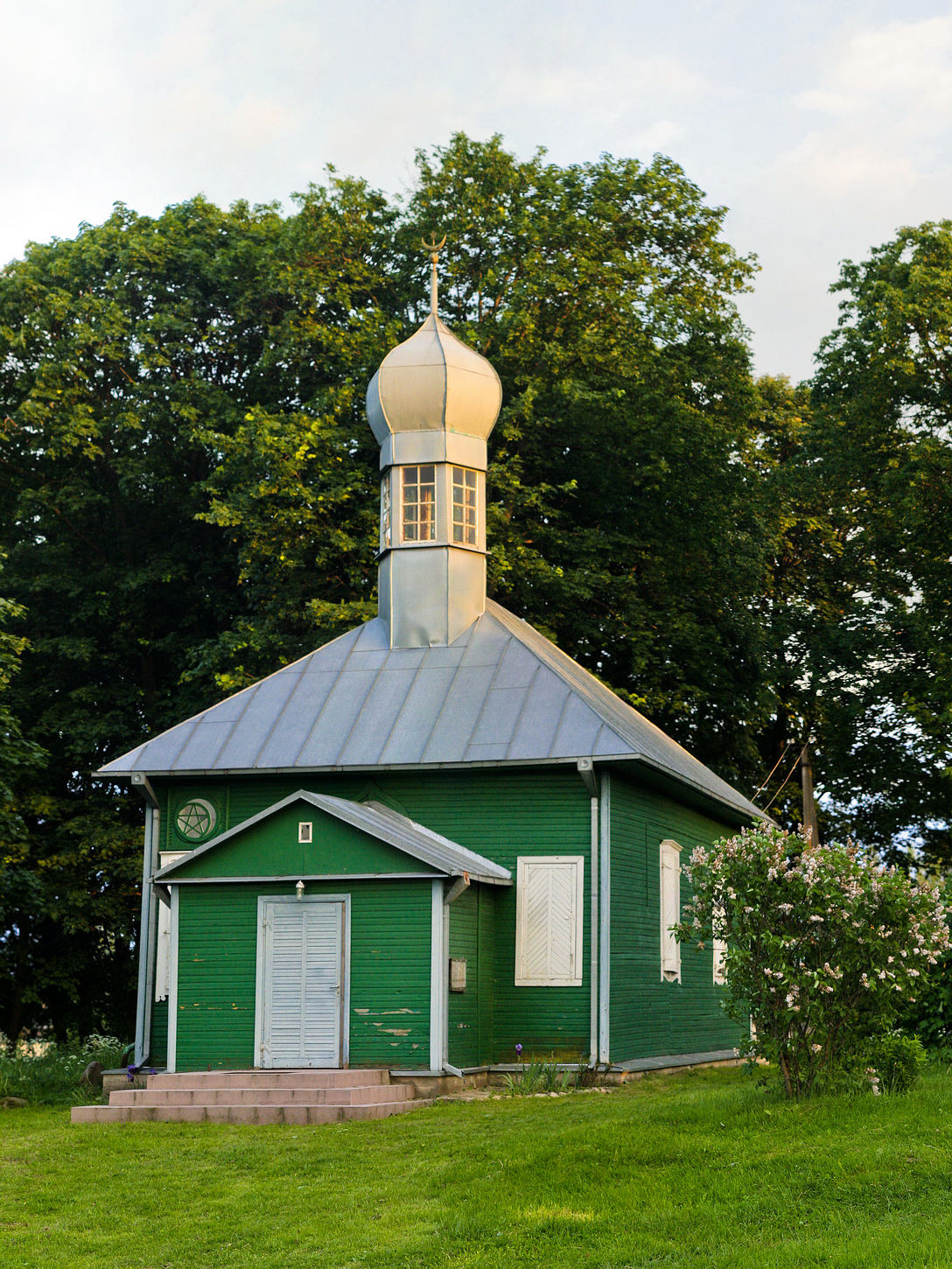
Moské i Nemėžis

Nemėžis är en by i Vilnius landskommun, Litauen. Byn ligger sydost om Vilnius, och har 2 498 invånare (2011).
I Nemėžis ligger en av mätpunkterna i Struves meridianbåge.